# 성도의 견인

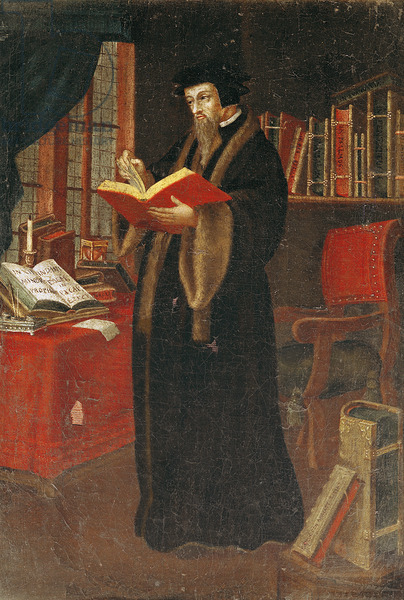

성도의 견인(Perseverance of the saints)이란 일단 사람들이 진정으로 "하나님에게서  거듭났다면 성령의 내주로 말미암아 하늘이나 땅에 있는 어떤 것도 "하나님의 사랑에서 떠나지 못하게 될 것"(로마서 8:39)이라고 바울처럼 주장하는 것이다. 특별히 개혁주의에서 강조하는 교리이다. 벌코프는 그리스도인은 은혜의 상태에서 떨어질 수 없다고 주장한다.

## 성경에서 견인교리
사도 바울은 하나님의 사랑에서 우리를 끊을 수 있는 존재는 아무도 없다고 했다. 하나님께 부르심을 받아 구원을 받은 자는 하나님이 끝까지 지켜준다는 것이다. 견인이란 성령께서 신자의 마음속에서 하나님의 은혜의 역사를 시작하고 계속하여 마침내는 그것을 완성케 하시는 성령님의 계속적인 역사이다. 그러므로 성도들을 인내하게 하는 것은 인간이 아니라 하나님이시다.
견인에 대하여, 성경은 직접적으로 입증한다(요 10: 28, 29; 롬 11: 29; 빌 1: 6; 살후 3: 3; 딤후 1: 12; 4: 18). 안명준 교수에 따르면 우리가 현세에서 구원의 확신을 얻을 수 있는 것은 하나님이 이끄시는 견인 교리가 있기 때문이다고 한다.(히 3: 14; 6: 11; 10: 22; 벧후 1: 10).

## 같이 보기
- 성화
- 영원한 죄